# Eburia marginalis
Eburia marginalis är en skalbaggsart som beskrevs av Fisher 1947. Eburia marginalis ingår i släktet Eburia och familjen långhorningar.
Artens utbredningsområde är Kuba. Inga underarter finns listade i Catalogue of Life.